# Jacques the Wolf
Jacques the Wolf és un curtmetratge mut de l'Éclair American dirigit per Oscar A.C. Lund i protagonitzat per ell mateix i Alec B. Francis. Durant el rodatge, Helen Marten es va fer mal com a conseqüència d'una escena sense trucatges en que queia un armari a terra amb ella a dins. Es va estrenar l'1 d'octubre de 1913.

## Argument
Jacques, conegut al gran Nord-Oest com “El Llop” és una persona amb poca tirada cap a la civilització moderna. "El Llop" té poc respecte per al llei ni per la policia muntada. Es dedica a passar whisky de contraban. Aspira, però, a obtenir la mà d'una de les filles de l'oficial de la policia muntada. Ella està disposada a anar amb ell però el pare, en assabentar-se de les seves intencions, els va al darrere i el dispara fent-lo fugir pel mig del bosc abandonant la seva estimada. Ferit en un ull, s'escapa pels ràpids d'un riu i es recollit per “Big Bill” un venedor de licor casolà. El porta a la seva cabana on el cuida la seva filla fins que es recupera. El Llop sembla que s'acaba enamorant de la filla de “Big Bill” però manté un odi visceral cap a l'oficial que l'ha ferit. Un dia va a la seva casa a matar-lo. El primer tret erra i l'oficial, avisat, s'enfronta al Llop. Aquest però el condueix fins a un parany per a ossos. En el darrer moment, el Llop es repensa la seva venjança i després de deixar-lo la nit dins de la trampa l'allibera. Després, sol, s'asseu a la vora d'un riu a pensar el que ha fet quan la punta d'una arma apareix entre les roques. En la següent escena, les dues dones s'inclinen i preguen sobre el fèretre del Llop que havien estimat.

## Repartiment
- Oscar A.C. Lund (Jacques the Wolf)
- Alec B. Francis (Francis, de la Policia Muntada del Canadà)
- Julia Stuart (Mrs. Francis)
- Mitzi Goodstadt (Sheila Francis, la filla)
- Edward Roseman (Big Bill)
- Helen Marten (Helen, filla de Big Bill)